# Ganelon

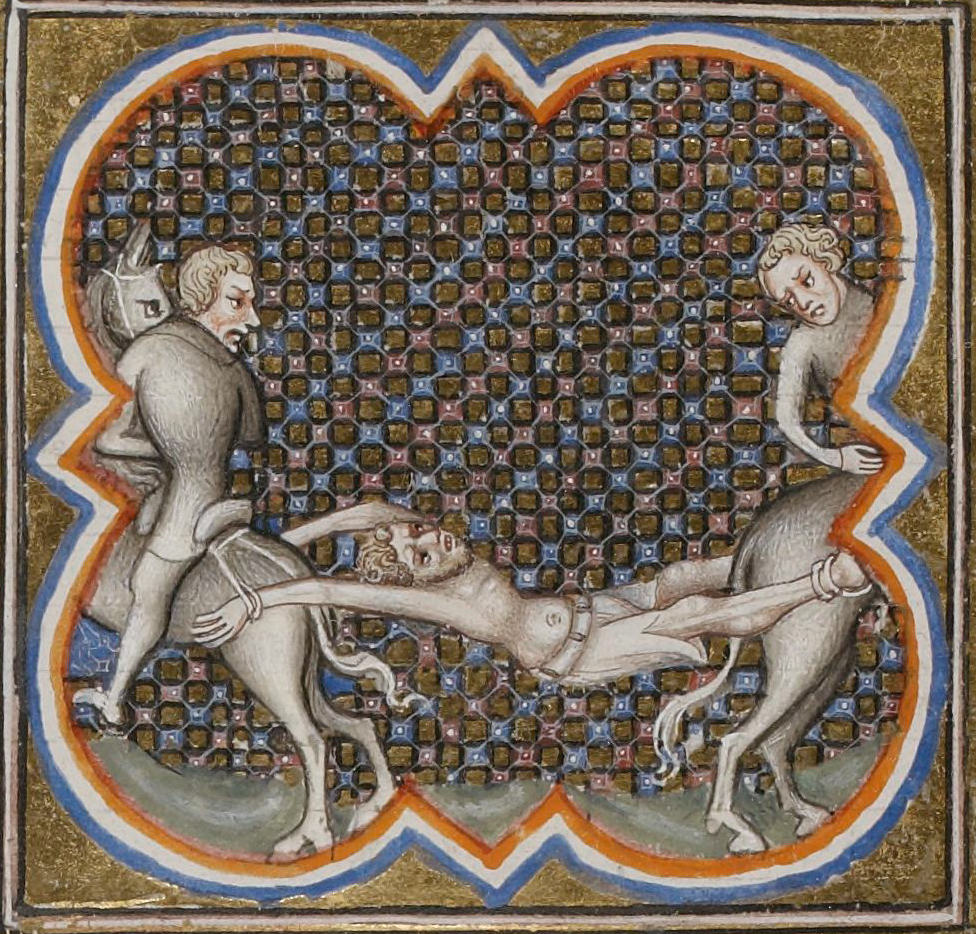
14e-eeuwse miniatuur met de dood van Ganelon

In het Roelantslied is Ganelon degene die het leger van Karel de Grote verraadt aan de Saracenen. Dat leidt tot de Slag van de Roncevaux-Pas op 15 augustus 778. De naam Ganelon (Ganellone, Gano) komt van het Italiaanse 'inganno', wat fraude en bedrog betekent.

## Roelantslied
Hij komt voor in het Roelantslied, waarin hij een welgerespecteerde baron is en wordt genoemd als een van de paladijnen. Daarin is hij Rolands stiefvader en zwager van Karel de Grote. Volgens een Chanson de Geste (heldenlied) was hij getrouwd met een zuster van Karel de Grote en hadden ze een zoon. Hij ondersteunde het succes en de populariteit van zijn stiefzoon onder de Franken en veldslagen. Wanneer Roland hem uitkiest als boodschapper om een bericht te sturen naar de vijanden de Saracenen, is Ganelon zo beledigd dat hij wraak wil tegenover zijn eigen Franken. Deze wraak werd omgezet tot verraad en Ganelon smeedde een complot met Bali Blancandrin tot een aanval op de Pas van Roncesvalles.
Als de slag voorbij is wordt Ganelon alsnog gepakt, en voorgeleid in (waarschijnlijk) Pau, 778. Daar mag hij zich verdedigen in een jurygevecht tussen hem en Karel de Grote, waarvoor gebruik werd gemaakt van twee soldaten die uit hun naam een duel uitvochten. Voor Ganelon was dit Pinabel en voor Karel Thierry. Uiteindelijk werd Pinabel verslagen, zodat Ganelon in de ogen van God een verrader moest zijn. Ganelon werd in het plaatselijke bos gevierendeeld. Dertig van zijn familieleden werden opgehangen. Griffoen, Alloreyt, Fortsier en Galerant, vertrouwde raadsheren, behoorden ook tot het 'verradersgeslacht'. Zij waren medeplichtig aan de ramp bij Roncesvalles.

## Vier Heemskinderen
Ganelon komt ook voor in het 7e capittel van 'De historie vanden vier Heemskinderen', als Gwelloen (Guwelloen) van het in de middeleeuwen beruchte 'verradersgeslacht'. Eigenlijk wilde Ganelon zelf koning worden en daarom adviseerde hij koning Lodewijk de Vrome, samen met zijn trawanten en mede-raadsheren Macharijs en Heredreyt, om een schaakspel te spelen met Adelaert, de broer van Reinout. Hiermee zou hij een zojuist verloren wedstrijd, wie het verst met een steen kon werpen, kunnen wreken op Reinout. De winnaar zou beschikken over het hoofd van de ander. Maar Adelaert won. Toch sloeg Lodewijk hem met het schaakbord in zijn gezicht. Reinout nam even later wraak en sloeg de koning het hoofd af.

## Goddelijke Komedie
In canto XXXII van de De goddelijke komedie wordt Ganelon aangetroffen in het diepst van de hel waar hij met meerdere verraders tot hun hoofd ingegraven ligt in de Cocytus, een rivier in Hades.

## Wenilo
De historische persoon achter Ganelon zou Wenilo zijn, aartsbisschop van Sens, gestorven in 865. Wenilo zalfde en kroonde Karel de Kale, de zoon van Lodewijk de Vrome, op 25 maart 848 in Orléans. In 858 verraadde Wenilo de koning, maar ze legden het later bij. Heredreyt (Hardres, Hardré, Adradus) was Wenilo's hulp-bisschop Audradus Modicus.